# Roberto Deniz
Roberto Deniz es un periodista venezolano. Miembro del portal de investigación Armando.info, formó parte del equipo de periodistas venezolanos que trabajó en el caso de los Panama Papers. Luego de la publicación de una investigación sobre corrupción relacionada con el empresario colombiano Alex Saab, Deniz se vio obligado a salir del país junto a los tres editores del portal por una demanda de Saab.

## Carrera
Deniz egresó como licenciado en letras y en comunicación social de la Universidad Católica Andrés Bello (UCAB).
Entre 2008 y 2014 trabajó en la sección de economía en el periódico El Universal, cubriendo fuentes empresariales y de negocios. Entre 2015 y 2016 colaboró con varios portales venezolanos en la cobertura de temas económicos, al igual que algunas publicaciones en el extranjero.
En mayo de 2016 Deniz se incorporó a la redacción de Armando.info después de participar en el equipo de periodistas venezolanos que trabajó en el caso de los Panama Papers. Desde entonces se ha dedicado a investigar temas relacionados con la corrupción e irregularidades en el ámbito empresarial. Luego de la publicación de una investigación en abril de 2017 sobre corrupción relacionada con el empresario colombiano Alex Saab, este lo demanda casi a finales de 2017 por difamación e injuria continuada y agravada, siendo un delito penal las opiniones en Venezuela. Posteriormente Saab demanda en febrero de 2018 a tres editores de Armando.info. Deniz se vio obligado a salir del país en enero de 2018 junto a los tres editores del portal por una demanda de Saab. Actualmente se encuentra exiliado en Colombia. El gobierno intentó una segunda orden de captura por intermedio de la Interpol donde se describe que el delito por el que se le busca a Deniz, es por instigación al odio, pero el intento no pasó la revisión de la Comisión de Control de Fichas de la Interpol, por tratarse de un delito de opinión.
El mismo día que fue cumplida la orden de extradición de Alex Saab de Cabo Verde a Estados Unidos, el gobierno venezolano emitió una segunda orden de captura contra Deniz a la policía científica CICPC y a Interpol, acusándolo de instigación al odio por su trabajo periodístico. El 15 de octubre de 2021 el Fiscal Tarek William Saab solicitó al TSJ una orden a través de la jueza Yoly Mariana Torres Sandoval, según consta en el oficio número 304-21 de aprensión contra el periodista de investigación Roberto Deniz por el supuesto delito de incitación al odio por los reportajes realizados contra el robo y estafa a los venezolanos a través de la importación de productos para el programa Clap, y agentes de seguridad allanaron la casa de sus padres. En noviembre, la ONG Espacio Público denunció que para la fecha Deniz había sido hostigado cinco veces en redes sociales.
Obtuvo el tercer lugar en el VI Concurso Nacional de Reportajes de Investigación Periodística del Instituto de Prensa y Sociedad (IPYS Venezuela) por su cobertura sobre el Concesionario La Venezolana junto a Joseph Poliszuk. Entre 2010 y 2014 Roberto también fue reconocido por algunas instituciones empresariales.
El 7 de mayo de 2024, Tarek William Saab, el fiscal general designado por la Asamblea Nacional Constituyente, presentó un video del detenido Samark José López Bello sancionado y acusado como testaferro de Tareck El Aissami desde 2017, donde declara e implica a varios periodistas con la trama de corrupción PDVSA-Cripto, incluyendo a Roberto Deniz y otros medios de comunicación en la que extorsionaban a funcionarios públicos implicados en el caso de corrupción, Varias organizaciones nacionales señalaron la incongruencia de las acusaciones, debido a que Armando.info publicó desde 2017 investigaciones sobre las tramas de corrupción en la que ha estado involucrado Samark López, al igual que su relación con Tareck El Aissami. Roberto volvió a ser objeto de una campaña de estigmatización el mismo año después de las acusaciones.